# Razdolnaya
Razdolnaya (del ruso: Раздольная) es una stanitsa del raión de Korenovsk del krai de Krasnodar, en Rusia. Está situada a orillas del río Kirpili, 12 km al sudeste de Korenovsk y 57 km al nordeste de Krasnodar. Tenía 3 181 habitantes en 2010.
Es cabeza del municipio Razdolnenskoye, al que pertenece asimismo Verjni.

## Historia
La localidad fue fundada como jútor Praznichni en 1879. En 1903 recibió el estatus de stanitsa y su nombre actual.

## Demografía
| 2002  | 2010  |
| ----- | ----- |
| 3 149 | 3 181 |

### Composición étnica
De los 3 149 habitantes que tenía en 2002, el 92.2 % era de etnia rusa, el 2.5 % era de etnia ucraniana, el 2.3 % era de etnia armenia, el 0.8 % era de etnia bielorrusa, el 0.2 % era de etnia azerí, el 0.2 % era de etnia tártara, el 0.2 % era de etnia griega, el 0.1 % era de etnia turca y el 0.1 % era de etnia alemana.